# Abdullah Ismail Ahmad
Mullah Abdullah Isma'il Ahmad (geboren 1937 in Schaqlawa bzw. Erbil, Irak; gestorben am 22. April 2000 in Erbil), auch bekannt als Mulla(h) Motor (sinngemäß etwa „Motorrad-Mullah“), war ein kurdischer Politiker im Irak.

Flagge der Kurdischen Revolutionären Partei, der sich Ahmad anschloss

Nach einer Ausbildung als islamischer Geistlicher trat Ahmad 1950 bzw. 1951 der Kurdischen Demokratischen Partei (KDP) bei, wurde 1957 Mitglied des Zentralkomitees der Partei und 1958 Mitglied des Politbüros. Über die Frage des Verhältnisses zur irakischen Zentralregierung bzw. der Haltung gegenüber Autonomieabkommen mit der Zentralregierung brach die Partei jedoch auseinander: Schon 1964 spaltete sich der Ahmed/Talabani-Flügel ab, aus dem 1970 bzw. 1972 die Kurdische Revolutionäre Partei hervorging (ehe Talabani 1975 seine eigene Partei gründete). Der linke Flügel der KDP gründete 1974 eine „neue“ KDP („Neo-KDP“). Ahmad leitete 1972 zunächst eine weitere KDP-Abspaltung, die Bewegung Progressiver Kurden, ehe er 1976 der Kurdischen Revolutionären Partei beitrat.
Im Rahmen der Nationalen Progressiven Front koalierten diese demokratischen, revolutionären und progressiven Kurden als Blockparteien mit der regierenden Baath-Partei, so dass Ahmad 1974 zunächst als Staatsminister in die irakische Regierung aufgenommen wurde. Nach den Parlamentswahlen von 1980 zog er als Abgeordneter für Erbil in die irakische Nationalversammlung ein, wurde aber 1984 nicht wiedergewählt. Danach war er wieder bis 1989 Staatsminister in verschiedenen Kabinetten.